# Augusto Giacometti
Pour les articles homonymes, voir Giacometti.
Augusto Giacometti est un peintre suisse, né le 16 août 1877 à Stampa (Val Bregaglia, Grisons) et mort le 9 juin 1947 à Zurich.

## Biographie
Ses parents, Giacomo Giacometti et Marta née Stampa, sont paysans de montagne. Son cousin au deuxième degré, Giovanni Giacometti, est le père d'Alberto Giacometti.
Augusto suit l'école primaire du village, puis l'école secondaire à Zurich et à Coire (École cantonale des Grisons). Il rejoint ensuite l'école des arts appliqués de Zurich, où il reçoit une formation de maître de dessin (1894-1897). C'est là, dans la bibliothèque de l'école, qu'en dernière année il découvre l'ouvrage d'Eugène Grasset La plante et ses applications ornementales, qui le fascine tant qu'en été 1897, il part pour Paris et, dès l’automne, prend des cours à l'École normale d’enseignement du dessin, où Eugène Grasset est son professeur et lui fait connaître l'Art nouveau. Ses visites au Louvre et dans les autres musées parisiens lui font découvrir Fra Angelico et les autres peintres de la première Renaissance italienne, ainsi que Pierre Puvis de Chavannes et les peintres symbolistes, qui tous l'inspireront durablement.
En 1902, Augusto part s'établir à Florence. Il y approfondit ses connaissances du Quattrocento, qui le fascine. Dès 1908, il enseigne le dessin figuratif à l'Académie du dessin de Florence (Accademia di Belle Arti di Firenze). À partir de 1910 et jusqu'en 1917, il peint des œuvres non figuratives, qui seront considérées comme pionnières de l'art abstrait.
En 1915, à cause de la Première Guerre mondiale, il rentre en Suisse et s'installe à Zurich, où il demeurera jusqu'à son décès, mais en retournant chaque été à Stampa.
En 1917, il rencontre les dadaïstes Tristan Tzara et Marcel Janco, et devient membre de l’association d’artistes d'avant-garde Das Neue Leben (1918–1920), avec Fritz Baumann, Hans Arp, Sophie Taeuber-Arp, Alice Bailly et Niklaus Stoecklin.
Il s'intéresse particulièrement à la couleur. Ses oeuvres sont lumineuses. « Par la seule utilisation de la couleur, qu’il concentre par touches en des zones précises, il parvient à donner à l'ensemble un effet de spatialité ».
Il obtient de nombreuses commandes de peintures murales et de vitraux dans le canton de Zurich et dans celui des Grisons : par exemple pour l'église Saint-Martin à Coire (1918), l'église de Küblis (1921), la Reformierte Stadtkirche St. Laurentius à Winterthour (1923), l'église Saint-Jacques à Klosters (1928), le Palais fédéral à Berne (1930), l'ancienne bourse de Zurich (1931), l'École polytechnique fédérale à Zurich (1934), le Grossmünster (1933), la Wasserkirche (1943) et le Fraumünster (1945) à Zurich. Giacometti jugeait que ses vitraux constituaient le sommet de son art.
Des expositions lui sont consacrées à Berlin en 1928, à Paris en 1930 et 1933 (Galerie Bernheim-Jeune), à Milan en 1935 et au Kunsthaus de Zurich en 1937 (rétrospective à l'occasion de son 60e anniversaire).
Il meurt d'une grave maladie à l'âge de 70 ans et est enterré au cimetière San Giorgio de Borgonovo, près de Stampa. L'inscription « Qui riposa il maestro dei colori » (Ici repose le maître des couleurs) figure sur sa tombe.
Augusto Giacometti était franc-maçon, membre de la Grande Loge suisse Alpina.